# 中塚武
中塚 武（なかつか たけし、1973年6月27日 - ）は日本の男性歌手、音楽家、サウンドクリエイター。
神奈川県横浜市出身。血液型はA型。レーベル・Delicatessen Recordings主宰。

## 来歴
神奈川県立横浜翠嵐高等学校、早稲田大学政治経済学部政治学科卒業。その後ナムコ（現・バンダイナムコエンターテインメント）へ企画担当として入社するが、数年後に退社。
1997年、ドイツのコンピレーション・アルバム『SUSHI4004』の収録曲で、自ら主宰するバンドQYPTHONE（キップソーン）として海外デビュー。国内外での活動を経て、2004年にアルバム『JOY』でソロ・デビュー。ジャズやラテンをベースに様々な要素がクロスオーバーした独自のサウンドが話題となり、ソロ活動以外にも、CM・テレビ番組・映画音楽の制作・歌手への楽曲提供と幅広く活動。これまでに5枚のフル・オリジナル・アルバムをリリース。
2010年リリース『ROCK’N'ROLL CIRCUS』でiTunes Storeエレクトロニック・チャートで1位を獲得。全国各地でのライブやロック・フェスティバルにも多数出演。
2011年より、新曲の無料配信サービス「TAKESHI LAB」をサイト上に開設。同年6月には、docomo「AQUOS PHONE」CM曲「Black Screen」を、配信限定でリリース、ミュージック・ビデオがiTunes Storeエレクトロニック・チャートで1位を獲得。
2012年、野宮真貴コンサートの音楽監督を務めた。同年4月からはiTunes Store配信リリース企画「Delicatessen LAB」をスタート。iTunes Jazzチャートで4作連続1位という快挙を達成。同年7月発売・花澤香菜のシングル「初恋ノオト」では収録曲全曲の作詞・作曲・編曲を担当し、オリコンチャート4位を記録。
2013年にソロ活動10周年を迎え、その第1弾として、作詞・作曲・編曲・歌唱・ピアノ演奏をすべて一人で行ったフル・オリジナル・アルバム『Lyrics』をリリース。シングルカットされた「恋とマシンガン／虹を見たかい」 限定7インチ・アナログ盤が即日ソールドアウト、全国レコード店のアナログチャートで軒並み1位獲得。同年6月には10周年記念イベントを敢行。土岐麻子、野宮真貴、BIKKE（TOKYO No.1 SOUL SET）、ロケットマン、星屑スキャット等、中塚に縁のあるアーティストが多数参加し、大成功を収めた。
2014年1月には第2弾として、ビッグバンド”イガバンBB”とのコラボレーション・カバー・アルバム『Big Band Back Beat』がリリースされ、4か月連続リリースの限定7インチ・アナログ盤がAmazonはじめ全国レコード店のアナログチャートで1位を獲得。2月には、ディズニー公式ピアノジャズ・カバー・アルバム『Disney piano jazz “Happiness”』をリリース。収録曲が日本テレビ「夢の通り道」のオープニングテーマにも使用される。
そして、4月にはソロ活動10周年企画のラストを飾る第3弾、10年間の軌跡を辿るベスト・アルバム『Swinger Song Writer』をリリース。レーベル間をまたいだオールタイム・ベスト【SHM-CD＋DVD】に、iTunes Jazzチャート1位を獲得したNHK Eテレ「サイエンスZERO」オープニングテーマ「◯の∞」を収録。
2016年3月リリースのアルバム『EYE』収録「JAPANESE BOY」がアメリカ・フランスはじめ世界8か国のフェスで上映され、2021年8月には2020東京オリンピック開会式にも使用された。開会式数日前に急遽作成することになったオープニング音楽を田中知之、ナカムラヒロシらと約30時間で間に合わせた。

## ディスコグラフィ

### オリジナル・アルバム
| リリース日     | タイトル                                                           | 備考 |
| 2004年6月16日  | JOY                                                                | ゲスト：Clementine、大河原泉（QYPTHONE） |
| 2005年8月23日  | Laughin                                                            | |
| 2006年10月25日 | GIRLS & BOYS                                                       | ゲスト：土岐麻子 |
| 2008年9月17日  | Kiss & Ride                                                        | ゲスト：野宮真貴、宇多丸、BIKKE(TOKYO No.1 SOUL SET)、eli、青木カレン                                                                                              |
| 2010年1月20日  | ROCK'N'ROLL CIRCUS                                                 | 5351 POUR LES HOMME と at-sceltaとのコラボレーション |
| 2010年9月8日   | 53512010                                                           | 配信限定／5351 POUR LES HOMME と at-sceltaとのコラボレーション |
| 2013年2月6日   | Lyrics                                                             | 作詞・作曲・編曲・歌唱・ピアノ演奏・プログラミング・管弦オーケストラアレンジに至るまで全曲セルフプロデュース。フリッパーズ・ギター「恋とマシンガン」のカヴァー収録 |
| 2013年7月13日  | 中塚武 with イガバンBB「Big Band Back Beat」                       | ビッグバンド、イガバンBBと共演。自身のルーツとも言える古今東西の楽曲を全編ビッグバンド・アレンジでカヴァー。                                                       |
| 2014年2月5日   | ディズニーオフィシャル Disney piano jazz “HAPPINESS”               | ディズニー公式・ピアノ・ジャズ・カバーアルバム。誰もが知っているディズニーの名曲をジャズアレンジでプロデュース                                                     |
| 2014年4月23日  | SWINGER SONG WRITER -10TH ANNIVERSARY BEST-                        | 中塚武のソロ活動10周年記念第3弾作品となるベスト・アルバム。レーベル間をまたいだオールタイム・ベストに未発表曲を収録。                                              |
| 2014年11月12日 | ディズニーオフィシャル Disney piano jazz “HAPPINESS”Deluxe Edition | ディズニーオフィシャル Disney piano jazz “HAPPINESS”に『アナと雪の女王』の主題歌「Let It Go」を含む3曲を追加                                                       |
| 2016年3月16日  | EYE                                                                | 通算7枚目となるオリジナルアルバム。 |
| 2023年8月2日   | PARADE                                                             | |

### シングル
| リリース日    | タイトル                         | 備考                                                                                          |
| 2011年6月24日 | Black Screen                     | iTunes Storeとレコチョク限定配信・ミュージックビデオがiTunes Storeエレクトロニックチャート1位 |
| 2014年4月16日 | 〇の∞                            |                                                                                               |
| 2021年1月15日 | 走れ正直者                       | 中塚武とvideobrother                                                                          |
| 2016年2月12日 | TOKIO                            | 中塚武とvideobrother                                                                          |
| 2023年6月28日 | Romanticが止まらない             | 中塚武 and The SKAMOTTS                                                                       |
| 2023年6月28日 | ふたりの愛ランド (with 野宮真貴) | 中塚武 and The SKAMOTTS                                                                       |
| 2023年7月5日  | Dreaming of the Future - EP      |                                                                                               |

### PLAYBUTTON
| リリース日    | タイトル            | 備考 |
| 2012年9月30日 | CUT&MASH Radio Show | 中塚武オリジナル20曲を20分間にノンストップ・マッシュアップ収録した缶バッジ型音楽再生プレイヤー "PLAYBUTTON" と、カートゥーン入りトートバッグとのセットで限定リリース。 |

### コンピレーション・アルバム
| リリース日     | タイトル                                     | 備考 |
| 2006年8月23日  | GROOVY SAUCE -Arrabbiata-                    | 「Moon River」「CHEESE CELLER」収録、プロデュース                                                               |
| 2006年11月22日 | GROOVY SAUCE -Genovage-                      | 「One Note Samba」「On The Pallette -BM remix-」「Magic Colors（exclusive mode）」収録、プロデュース            |
| 2009年2月17日  | BEAUTY 10 -MIND BEAUTY SUPPLEMENT-           | 選曲・プロデュース                                                                                              |
| 2009年9月22日  | Love Songs from Marunouchi-THE LOUNGE-       | 「恋とマシンガン」「Love Wing」収録／選曲・プロデュース                                                         |
| 2010年12月8日  | 歌うピアノ男子                               | 「キミの笑顔」「涙に濡れた夢のかけら」収録／選曲・プロデュース                                                  |
| 2011年12月7日  | The Chocolate Factory                        | 中塚武、eli（ex.Love Tambourines）、Small Circle of Friends、P.O.P ORCHeSTRAの4組による配信限定のコラボアルバム |
| 2020年6月24日  | PAC-MAN 40th ANNIVERSARY COLLABORATION vol.2 | |

### サウンドトラック
| リリース日     | タイトル                                   | 備考                             |
| 2005年4月8日   | 緑玉紳士                                   | 映画／劇中音楽担当               |
| 2007年5月30日  | セクシーボイスアンドロボ                   | 日本テレビ系ドラマ／劇中音楽担当 |
| 2008年12月17日 | 夢をかなえるゾウ                           | 日本テレビ系ドラマ／劇中音楽担当 |
| 2010年11月17日 | ハガネの女 -She's a steely woman!-         | テレビ朝日系ドラマ／劇中音楽担当 |
| 2011年9月7日   | バラ色の聖戦 -THE FUTURE IS IN OUR HANDS!- | テレビ朝日系ドラマ／劇中音楽担当 |

### QYPTHONE/Delicatessen Mixture作品
| リリース日     | タイトル                            | 備考                                           |
| 1998年11月1日  | QYPTHONE                            | 中塚主宰バンド「QYPTHONE」1stアルバム          |
| 1999年11月1日  | ORGANIC SOUND THEATRE               | 中塚主宰バンド「QYPTHONE」2ndアルバム          |
| 2000年10月10日 | MODERNICA IN THE HOUSE              | 中塚主宰バンド「QYPTHONE」3rdアルバム          |
| 2001年8月1日   | Aguas de Agosto                     | 「Delicatessen Mixture」名義でシングルリリース |
| 2002年12月10日 | Montuno no.5                        | 中塚主宰バンド「QYPTHONE」4thアルバム          |
| 2005年10月12日 | EPISODE 1 -QYPTHONE EARLY COMPLETE- | 中塚主宰バンド「QYPTHONE」ベスト盤             |

### アナログ
| リリース日     | タイトル                                               |
| 2001年8月1日   | Aguas de Agosto                                        |
| 2004年4月30日  | V.A「GROOVY SAUCE COLLECTION '04 S/S」                 |
| 2004年12月3日  | V.A「GROOVY SAUCE COLLECTION '04 A/W」                 |
| 2005年3月25日  | JOY                                                    |
| 2005年6月4日   | V.A「GROOVY SAUCE COLLECTION '05 S/S」                 |
| 2005年8月2日   | Love Wing E.P.                                         |
| 2005年12月6日  | V.A「GROOVY SAUCE COLLECTION '05 A/W」                 |
| 2006年5月15日  | V.A「GROOVY SAUCE COLLECTION '06 S/S」                 |
| 2006年8月9日   | CHEESE CELLER E.P.                                     |
| 2006年8月21日  | 南の国から E.P.                                        |
| 2006年9月11日  | ウルスラQ                                              |
| 2006年12月8日  | GIRLS & BOYS E.P.                                      |
| 2006年12月29日 | V.A「GROOVY SAUCE COLLECTION '06 A/W」                 |
| 2007年5月3日   | Lovebeat Disney E.P.                                   |
| 2007年6月29日  | V.A「GROOVY SAUCE COLLECTION '07 S/S」                 |
| 2007年12月2日  | V.A「GROOVY SAUCE COLLECTION '07 A/W」                 |
| 2009年2月14日  | Kiss & Ride extended                                   |
| 2013年5月8日   | 恋とマシンガン／虹を見たかい（7inch EP）               |
| 2013年5月31日  | Lyrics（12inch Limited Edition）                       |
| 2014年1月29日  | Skipped Beat / Carnaby Street（7inch EP）              |
| 2014年3月12日  | Just A Pretty Song / Across The Universe（7inch EP）   |
| 2014年3月25日  | It’s Your World / Be Nice To Me（7inch EP）            |
| 2014年4月30日  | Play That Funky Music / 白い森（7inch EP）             |
| 2021年2月24日  | 中塚武とvideobrother「TOKIO / 走れ正直者」（7inch EP） |
| 2022年6月22日  | Your Voice / Make Her Mine（7inch EP）                 |
| 2022年6月22日  | 北の国から / Black Screen（7inch EP）                  |

## これまでに手がけたアーティスト
50音順
- 青木カレン（編曲・プロデュース）
- akiko（編曲）
- 安倍麻美（編曲）
- amin（作曲・編曲）
- 伊藤由奈（編曲・プロデュース）
- INORAN（リミックス）
- 宇都美慶子（編曲）
- 浦島坂田船（編曲）
- April Set（リミックス）
- NA-3LDK（リミックス）
- 折原みか（作曲・編曲）
- かりゆし58（編曲）
- 金原千恵子（編曲）
- クレモンティーヌ（編曲・リミックス・プロデュース）
- KEITA MARUYAMA（2013-2014 AW COLLECTION音楽担当）
- 小泉今日子（リミックス）
- COSA NOSTRA（リミックス）
- 小柳ゆき（編曲）
- 坂本真綾（作曲・編曲）
- 佐藤竹善（リミックス）
- SARINA（編曲・プロデュース）
- SAWA（編曲・プロデュース）
- gimcracks（作詞）
- Ceiling Touch（リミックス）
- JUNNA（編曲）
- 樹莉亜（作曲・編曲）
- 鈴木瑛美子（作曲・編曲）
- 鈴木雅之（編曲）
- 須永辰緒（作曲・編曲・リミックス）
- SMAP（作曲・編曲）
- タカチャ（ストリングス・アレンジ）
- 竹達彩奈（作詞・作曲・編曲）
- dhalia（編曲）
- Charlie-Hz（リミックス）
- 東京プリン（作曲・編曲）
- dorlis（編曲・プロデュース）
- 土岐麻子（リミックス）
- TLKY.（リミックス）
- Tommy february6（編曲）
- AAA（リミックス）
- NAOTO（作曲・編曲）
- noelle（編曲）
- はな（作曲・編曲、プロデュース）
- 花澤香菜（作詞・作曲・編曲）
- babamania（ストリングス・アレンジ）
- HALCALI（作曲・編曲・プロデュース）
- P.O.P（作詞・作曲）
- 平子理沙（編曲）
- 広瀬香美（編曲）
- hiro（作詞・作曲・編曲）
- BOO（編曲）
- Freeway High2（リミックス）
- 星屑スキャット（作曲・編曲）
- 星村麻衣（編曲）
- 堀江由衣（編曲）
- WHY@DOLL（作詞・作曲・編曲）
- MAYA MAXX（作曲・編曲・プロデュース）
- ミッツ・マングローブ（編曲）
- 宮川愛（編曲）
- meg（作曲・編曲）
- metro trip（編曲）
- Mondo Candido（編曲）
- RAG FAIR（リミックス）
- ライムライト（編曲）
- Rhodanthe*（作詞・作曲）
- ロケットマン（編曲・プロデュース）

楽曲タイトルは公式サイトWorksに記載されている（2015年以降）

## CM音楽
- サントリー 烏龍茶※ACC最優秀音楽賞受賞
- トヨタ自動車 シエンタ
- マツダ デミオ
- マクドナルド
- ソフトバンク NEC携帯
- NTTドコモ NEC携帯
- 東京メトロ
- UCC
- キリンレモン
- サントリー 金麦
- 小岩井乳業
- ポッカ
- メルセデス・ベンツ
- ライトオン
- 江崎グリコ POs-Ca - 「Kiss & Ride」
- 日産 マーチ - フリッパーズ・ギター「恋とマシンガン」カバー
- 資生堂 ピエヌ - 「Cherie!」「Magic Colors」
- キユーピー パスタソース：わたしのレストラン - 「GIULIETTA」
- アキュビュー ワンデーアキュビュー - 「Aguas de Agosto」
- アクアビジョン M3Dシステム - 「Shinin' Beauty」
- オルビス アクアフォースエキストラローション - 「キミの笑顔」
- NTTドコモ SHARP携帯・AQUOS PHONE SH-12C - 「Black Screen」
- クラシエ HIMAWARI - 「シエリト・リンド(編曲)」
- トヨタ自動車「プリウス」 - 「Dreaming of the Future」

上記の他にも多数のCM曲に関わり、約200曲を手掛ける（2016年1月現在）

## テレビ
- 日本テレビ系ドラマ
  - 「セクシーボイスアンドロボ」 - 劇中音楽担当、オリジナルサウンドトラックリリース
  - 「夢をかなえるゾウ」 - 劇中音楽担当、オリジナルサウンドトラックリリース
  - 「赤鼻のセンセイ」 - 劇中音楽担当
- テレビ朝日系ドラマ
  - 「ハガネの女 season1」 - 劇中音楽担当、オリジナルサウンドトラックリリース
  - 「バラ色の聖戦」 - 劇中音楽担当、オリジナルサウンドトラックリリース
- NHK FM「Music Line」 - 番組内音楽を担当
- NHK総合「オンバト+」 - オープニングを含む全ての音楽を担当
- 日本テレビ
  - 「NEWS ZERO」 - オープニング音楽等を担当（2006年11月 - 2012年3月）
  - 「東京ディズニーリゾートPresents ”夢の通り道” - オープニング音楽を担当（2014年4月 - ）
- 静岡放送
  - 「SBSイブニングeye」 - 番組内音楽を担当（2011年10月 - 2014年3月）
  - 「イブアイしずおか」 - 番組内音楽を担当（2014年3月 - ）

## ラジオ
- J-WAVE
  - 時報：am10・pm3・pm6
  - 「I A.M」オープニングを含む全ての音楽を担当
  - ステーションジングル（2011年4月 - ）
- ニッポン放送
  - ジングル：交通情報・ニュース（2011年8月 - ）
  - 「上柳昌彦 ごごばん!」 - 番組テーマ曲・ジングル等を担当（2012年1月 - ）
- FM802「BEAT EXPO」 - オープニング音楽を担当（2008年10月 - ）

## アニメ
- テレビアニメ
  - 「アラド戦記」 - 劇中音楽担当
  - 「きんいろモザイク」 - EDテーマ：「Your Voice」作詞・作曲（使用されるのはカバー版）
  - 「BROTHERS CONFLICT」 - 劇中音楽担当
  - 「ハロー!!きんいろモザイク」 - エンディング：「My Best Friends」作詞・作曲
  - 「がっこうぐらし!」 - 第4話エンディング：「We took each other's hand」作詞・作曲・編曲
  - 「魔法少女 俺」 - 劇中音楽担当
  - 「その着せ替え人形は恋をする - 」劇中音楽担当
  - 「史上最強の大魔王、村人Aに転生する」 - 劇中音楽担当
  - 「履いてください、鷹峰さん」 - 劇中音楽担当[2]
- アニメ映画「緑玉紳士」 - 劇中音楽担当、オリジナルサウンドトラックリリース
- アニプレックス「THE IDOLM@STER  - BD&DVD第5巻特典CD」：「君のままで」作詞・作曲・編曲
- 特撮「騎士竜戦隊リュウソウジャー」 - EDテーマ：「ケボーン!リュウソウジャー」編曲

## ゲーム
- NINTENDO Wii「ルーンファクトリー」 - 主題歌「The Sweetest Time」
- バンダイナムコ - 「塊魂　ノ・ビ〜タ」：「塊オンザファンク（中塚武edit）」「シャバドゥビー（中塚武edit）」で参加
- スマホアプリゲーム「拡張少女系トライナリー」 - ゲーム中音楽及びボーカル曲担当
- 2人協力音楽ゲーム「シンクロニカ」 - 「カノン（シンクロニカ Remix）」編曲

## メディア
ラジオ
- ニッポン放送デジタルラジオSuono Dolce「Tokyo After 6」木曜日ナビゲーター（ - 2012年3月）

連載
- HMV ONLINEレコメンド連載「中塚武のBEAT COMMUNIST」
- HMV ONLINE「中塚武 アルバム『Lyrics』 セルフライナーノーツ」

インタビュー
- SOUND FINDER
- vibe-net
- ART YARD informer
- マチカラチャンネル
- Car Sensor EDGE
- WOWOW「進化するラジオ　〜言葉がつなげる世界」
- JASRAC「音人工房」
- HMV ONLINE：野宮真貴30周年記念LIVE『30』作戦会議
- WebNewtype
- 受験サプリ『チャレンジャーのことば』インタビュー掲載
- 甘党男子『中塚武とお菓子の関係』インタビュー掲載
- ototoy特集 【JaccaPoP×中塚武】対談
- ナタリー『中塚武 meets 土岐麻子』対談
- ナタリー『中塚武×須永辰緒、音楽とラーメンでつながる師弟トーク』対談
- 大人の女性向け情報サイト『Cafe Globe』インタビュー掲載
- ナタリー 『Power Push』インタビュー掲載
- 『Tokyo Headphone Magazine』インタビュー掲載
- 『MARQUEE Vol.103』 インタビュー掲載
- Rock oN『私の逸品』インタビュー掲載
- Real Sound『土岐麻子×中塚武』対談
- ナタリー『ディズニーカバーアルバム特集』インタビュー掲載

コメント
- サッポロビール・黒ラベル「☆生の人」※リンク切れ

雑誌
- サウンド＆レコードマガジン 2005年9月号
- キーボードマガジン 2005年11月号
- サウンド＆レコーディング・マガジン 2007年3月号
- サウンド＆レコーディング・マガジン2007年9月号増刊 GROOVE SUMMER 2007
- サウンド＆レコーディング・マガジン2007年12月号増刊 GROOVE AUTUMN 2007
- サウンド＆レコーディング・マガジン2008年3月号増刊 GROOVE WINTER 2008
- キーボード・マガジン 2008年4月号
- サウンド＆レコーディング・マガジン2008年6月号増刊 GROOVE SPRING 2008
- サウンド＆レコーディング・マガジン 2008年10月号
- サウンド＆レコーディング・マガジン 2009年8月号
- サウンド＆レコーディング・マガジン2009年11月号増刊 GROOVE AUTUMN 2009
- サウンド＆レコーディング・マガジン 2010年2月号
- キーボード・マガジン 2010年4月号 SPRING
- キーボード・マガジン 2011年1月号 WINTER
- MUSIC SHELF「5000 SONGS～プレイリストで楽しむ私的名曲セレクション」
- サウンド＆レコーディング・マガジン 2011年5月号
- jazz Life 2015年 01月号
- Casa BRUTUS　2015年4月号
- サウンド＆レコーディング・マガジン 2015年12月号